# سنجابچه شرقی
سنجابچه شرقی یا سنجاب راه‌راه شرقی (نام علمی: Tamias striatus) نام یک گونه از سرده سمورچه است.

## نگارخانه

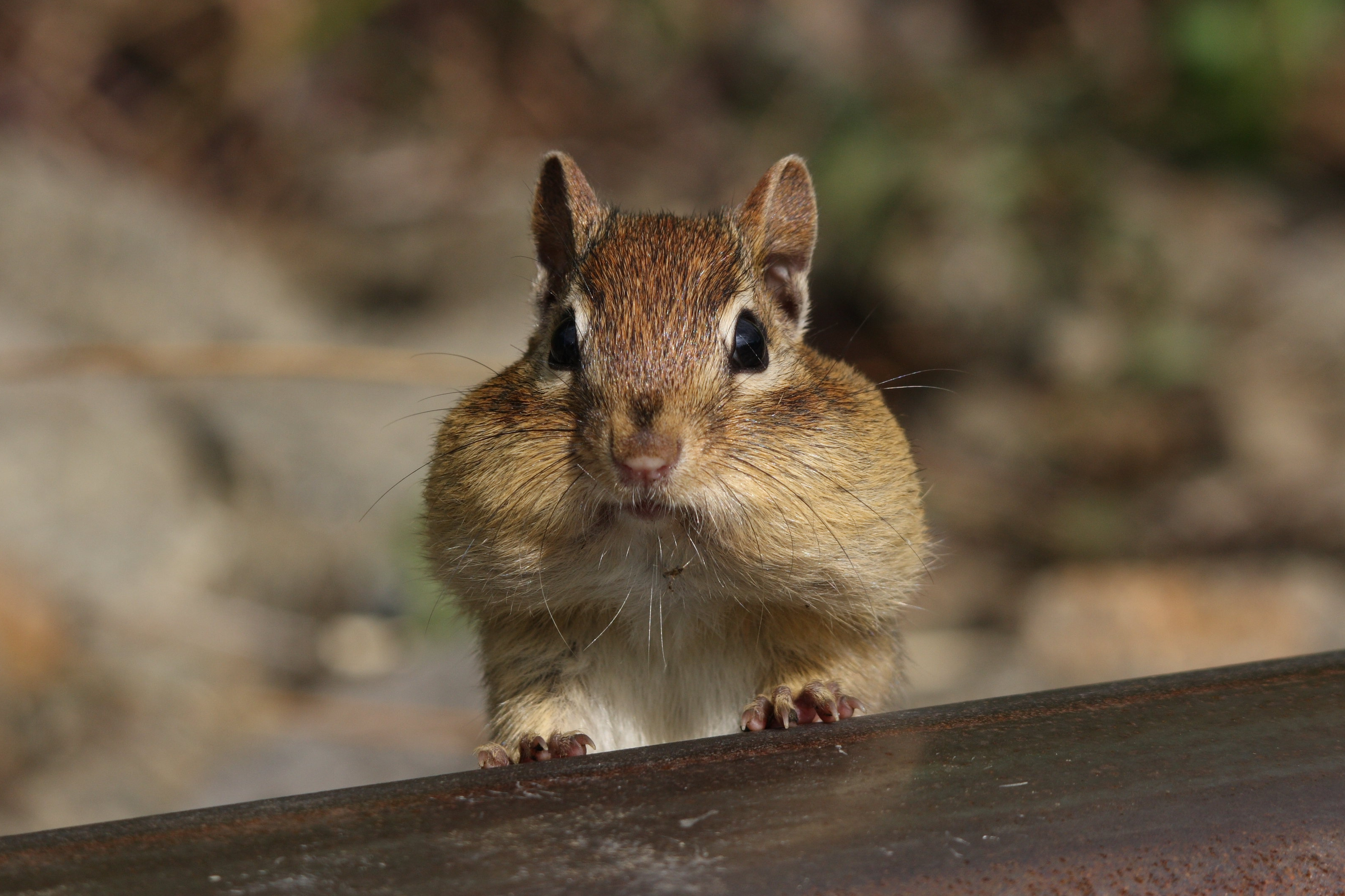